# Germfree Adolescents
Az 1978-as Germfree Adolescents az X-Ray Spex debütáló nagylemeze. Három slágert hozott az együttesnek: The Day The World Turned Day-Glo (23. hely a brit kislemezlistán), Identity (24. hely a brit kislemezlistán) és Germ Free Adolescents (18. hely a brit kislemezlistán). A kritikusok méltatták a lemezt, szerepel az 1001 lemez, amit hallanod kell, mielőtt meghalsz című könyvben. 2020-ban Minden idők 500 legjobb albuma listán 354. helyen szerepelt.

## Az album dalai
| 1. | Art-I-Ficial          | Poly Styrene | 3:24 |
| 2. | Obsessed with You     | Poly Styrene | 2:30 |
| 3. | Warrior in Woolworths | Poly Styrene | 3:06 |
| 4. | Let's Submerge        | Poly Styrene | 3:26 |
| 5. | I Can't Do Anything   | Poly Styrene | 2:58 |
| 6. | Identity              | Poly Styrene | 2:25 |

| 1. | Genetic Engineering              | Poly Styrene | 2:49 |
| 2. | I Live Off You                   | Poly Styrene | 2:09 |
| 3. | I Am a Poseur                    | Poly Styrene | 2:34 |
| 4. | Germ Free Adolescents            | Poly Styrene | 3:14 |
| 5. | Plastic Bag                      | Poly Styrene | 4:54 |
| 6. | The Day the World Turned Day-Glo | Poly Styrene | 2:53 |

## Közreműködők
- Poly Styrene – ének
- Jak Airport – gitár
- Paul Dean – basszusgitár
- Rudi Thomson – szaxofon
- B.P. Hurding – dob

### További zenészek
- Ted Bunting – szaxofon a Identity és The Day The World Turned Day-Glo dalokon
- Falcon Stuart – producer, borítóterv
- John Mackenzie Burns – hangmérnök
- Andy Pearce – hangmérnökasszisztens
- Nick Webb – keverés
- Trevor Key – fényképész
- Cooke Key – borító

## Fordítás
- Ez a szócikk részben vagy egészben a Germ Free Adolescents című angol Wikipédia-szócikk ezen változatának fordításán alapul.  Az eredeti cikk szerkesztőit annak laptörténete sorolja fel. Ez a jelzés csupán a megfogalmazás eredetét és a szerzői jogokat jelzi, nem szolgál a cikkben szereplő információk forrásmegjelöléseként.